# Toncho Pilatos

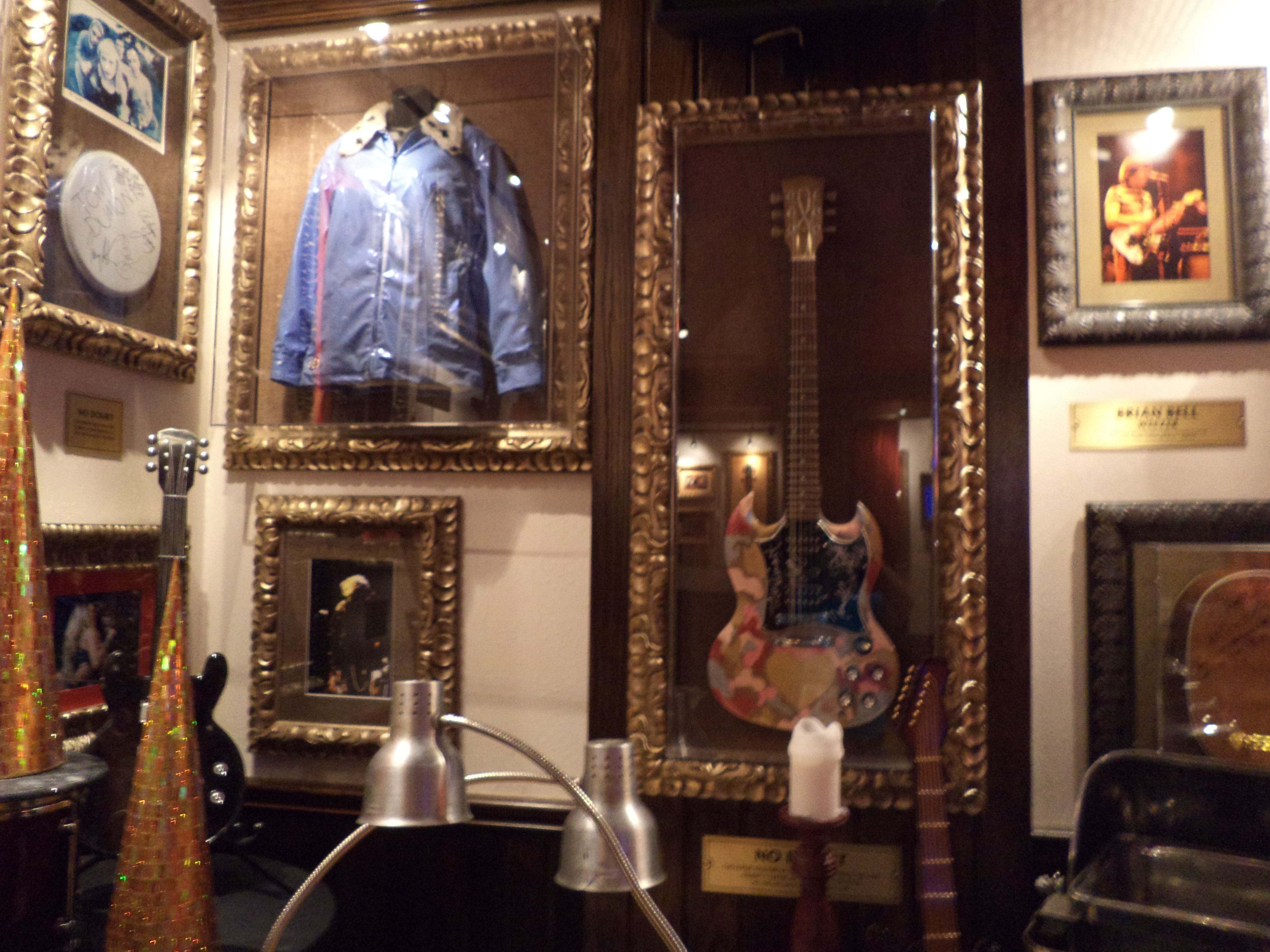
Hard Rock Cafe

Toncho Pilatos (actualmente llamados Pastel Pilatos) es un grupo de rock mexicano formado en los años 60. fue uno los antecesores más representativos de la época "under" del rock mexicano. Desarrollada en los llamados "hoyos funkies", su música ha trascendido, más que con publicidad, con sus actuaciones en vivo.

## Historia
La música que interpretaba Toncho Pilatos era original en su letra e instrumentación. Su sonido llamó tanto la atención, que la compañía disquera Polydor, la más importante de esa época en México, les grabó su primer álbum, de funda doble, dentro de la serie "Rock Power".
La televisión nacional también proyectó al grupo, y el viernes 3 de mayo de 1974 Toncho Pilatos hizo su debut en el programa "La hora cero", con la producción de Luis de Llano, a través del Canal 4 de la Ciudad de México, entonces en el Distrito Federal.
Los violines del Mariachi Nuevo Tecalitlán le dieron también un sello muy especial a la música del grupo, y en las grandes presentaciones solían acompañarlos. Con el tiempo, Toncho Pilatos incorporó al grupo al violinista Richard Nassau.
A pesar del éxito obtenido, no fue sino hasta 1980 cuando Toncho Pilatos volvió a grabar, al reaparecer con "Segunda vez". En gran parte, esta tardanza se debió a que el rock mexicano había entrado en un gran hoyo negro debido a la represión e intolerancia que surgió tras el Festival de Avándaro.
A finales de los años ochenta Toncho Pilatos desapareció de la escena tapatía. Después de varios cambios de formación, el grupo estuvo en Los Ángeles, bajo el nombre de "Toncho Indian Braves", donde por cierto no les fue nada bien.
En 1991 grabó su tercer y último disco, "Soy Mexicano". Alfonso Toncho Guerrero, cantante de la banda, murió el sábado 4 de julio de 1992, a la edad de 42 años, pocos meses después de haber lanzado el disco (también conocido como "El increíble"), y pocas semanas después de haber hecho su última aparición en un programa televisivo transmitido por el Canal 4 de Guadalajara, que por cierto no fue muy bien recibido, ya que estaba dirigido a las amas de casa.
Pero el legado de Toncho Pilatos ahí queda: con su sonido mexicanista y sus letras en español, este legendario grupo tapatío sembró las semillas del verdadero rock mexicano. Sus tres discos hoy son considerados de culto.
La banda sigue activa actualmente y conformada por algunos de sus miembros originales se presenta con cierta regularidad en diferentes foros de su ciudad natal, actualmente llamados  Pastel Pilatos.

## Discografía

### Álbumes de estudio
| Nombre del álbum | Información                                 |
| ---------------- | ------------------------------------------- |
| Toncho Pilatos   | - Lanzamiento: 1973 - Discográfica: Polydor |
| Segunda Vez      | - Lanzamiento: 1980 - Discográfica: Cronos  |
| Soy Mexicano     | - Lanzamiento:1992 - Discográfica: Cronos   |

### Álbumes en vivo
| Nombre del álbum                                         | Información                                |
| -------------------------------------------------------- | ------------------------------------------ |
| Toncho Pilatos: En Vivo en el Salón Chicago              | - Lanzamiento: 1975 - Discográfica: Cronos |
| Toncho Pilatos: En vivo en el Auditorio Magdaleno Varela | - Lanzamiento: 1987 - Discográfica: Cronos |